# Gebedsgenezing
Bij gebedsgenezing (ook spirituele genezing) wordt door het aanroepen van bovennatuurlijke krachten gepoogd iemand te genezen. De praktijk omvat een breed scala aan gebruiken in verschillende culturen, die naast of soms in plaats van de geneeskunde worden toegepast.

## Christelijke gebedsgenezing

### Nieuwe Testament
De oudste vermelding in het Nieuwe Testament over wonderbaarlijke genezingen in het christendom is die in 1 Korintiërs 12:9. Diverse wonderen van Jezus waren genezingen. Jakobus 5:14,15 legt een verband tussen ziekte en zonde en roept de christen op in een dergelijk geval de oudsten tot zich te roepen. De frase "Het gelovige gebed zal de zieke redden" lijkt een vroege verwijzing naar gebedsgenezing.

### Latere tradities
In het vroege christendom komen in de geschriften van de kerkvaders wel verhalen of verwijzingen voor naar genezingen, maar die zijn heel algemeen en bevatten geen concrete beschrijvingen.
In de loop van de eeuwen daarna ontwikkelde zich de traditie van de christelijke bedevaart. Met name aanhangers van het rooms-katholicisme trekken naar oorden waaraan heilzame werkingen worden toegeschreven, vaak omdat er een Mariaverschijning zou hebben plaatsgevonden. Voorbeelden hiervan in Europa zijn Lourdes, Fátima, Kevelaer, Banneux en Częstochowa. De Rooms-Katholieke Kerk zelf heeft wel strikte richtlijnen om de betrouwbaarheid en feitelijkheid van getuigenissen van 'wonderbaarlijke' genezingen vast te stellen, voordat tot officiële erkenning daarvan wordt overgegaan. Medjugorje, een bergdorp in het zuiden van Bosnië en Herzegovina, dat bekend werd door een reeks verschijningen van Maria die er sinds 1981 plaatsgevonden zouden hebben en sindsdien een christelijk bedevaartsoord is geworden, is daar een voorbeeld van. De Rooms-Katholieke Kerk heeft kerkelijke bedevaarten naar Medjugorje vanaf 2019 toegestaan, met de opmerking dat dit geen erkenning van de verschijningen inhoudt.
In het protestantisme is er met de opkomst van de pinksterbeweging en de charismatische beweging ook binnen de traditionele kerken hernieuwde aandacht gekomen voor gebedsgenezing en ziekenzalving. Er is een beweging gekomen van kleinere en grotere bijeenkomsten met een open karakter (in de zin van interkerkelijk en toegankelijk voor gelovigen en niet- of andersgelovigen), waarin aan de nieuwtestamentische oproepen tot genezing gevolg wordt beoogd te geven. Bekende christelijke gebedsgenezers zijn Benny Hinn, T.B. Joshua, Thomas Lee Osborn, Johan Maasbach en Jan Zijlstra.

### Kritiek
Binnen het christendom is discussie over de vraag of men op basis van Bijbelse principes lichamelijke genezing mag verwachten en welke conclusies mogen worden getrokken uit het wel of niet genezen raken van een patiënt.
Christenen zelf maken een onderscheid tussen christelijk en paranormaal gebedsgenezen. Christelijke gebedsgenezers vragen of de persoon in kwestie door Jezus Christus mag worden genezen. Paranormale gebedsgenezers vragen aan een goddelijke of universele kracht om de personen te genezen. Vanuit orthodox-christelijk oogpunt krijgen deze paranormale gebedsgenezers niet de kracht door Jezus, maar door kwade krachten die niet van God afkomen (vaak occulte krachten genoemd). Sommige christenen bestempelen ook gebedsgenezing door vooral hun charismatisch geïnspireerde geloofsgenoten als occult of demonisch.

## Paranormale gebedsgenezing
Genezingsgebruiken op basis van diverse soorten spiritualiteit kunnen worden gevonden in de antroposofie, reiki, acupunctuur, sjamanisme, bij magnetiseurs en vele andere verschijnselen en personen. Niet altijd worden er daadwerkelijk gebeden uitgesproken, wel wordt er een beroep gedaan op krachten die buiten de zintuiglijke waarneming vallen. Bekende spirituele gebedsgenezers in Nederland zijn Greet Hofmans, Gerard Croiset en Jomanda.

## Wetenschappelijke bevindingen
Gebedsgenezing is meerdere malen wetenschappelijk getest; dit heeft geen bewijzen van enige effectiviteit opgeleverd.
Francis Galton publiceerde al in 1872 statistisch onderzoek naar de eventuele werkzaamheid van gebed. Hij concludeerde onder andere dat het wekelijkse bidden in de Engelse kerken voor de gezondheid van de leden van de koninklijke familie niet zorgde voor een langere levensduur ten opzichte van de gewone bevolking en dat kerken even vaak getroffen worden door aardbevingen en blikseminslag en even vaak afbranden als andere gebouwen die qua grootte vergelijkbaar zijn. Ook in 1965 is er onderzoek gedaan naar eventuele effectiviteit van gebedsgenezing. Er waren geen aantoonbare verschillen tussen patiënten voor wie gebeden werd en patiënten die dachten dat er voor ze gebeden werd.
Kritiek op gebedsgenezing hangt vaak samen met de vaststelling dat gebedsgenezers wanhopige mensen (on)gewild valse hoop geven. De bekende skepticus James Randi stelt in zijn boek The Faith Healers dat gebedsgenezing een kwakzalverspraktijk is, waarin de zogeheten 'genezers' bekende niet-bovennatuurlijke illusies gebruiken om goedgelovige mensen te bedriegen, om hun dankbaarheid en vertrouwen te verkrijgen, en vooral hun geld.
In 1999 publiceerde het medisch tijdschrift Archives of internal medicine een artikeltje waarin geclaimd werd dat er bewijs was dat gebedsgenezing werkt Sceptici zijn van mening dat het artikel getuigt van gebrek aan wetenschappelijk doorzicht. Datzelfde jaar werd in The Lancet een uitgebreide studie gepubliceerd naar eventuele effecten van geloof en bidden op de gezondheid. De conclusie was dat de claim dat religieuze activiteit leidt tot een betere gezondheid ongefundeerd is.
Dat bidden voor anderen niet werkt, is overvloedig wetenschappelijk bewezen. Een grote, goed gecontroleerde studie kwam tot de conclusie dat het zelfs negatief kan uitwerken op ernstig zieken. Deze (statistisch significante) studie werd uitgevoerd op drie keer 600 hartpatiënten die een coronaire bypassoperatie ondergingen. Er werd in drie groepen ingedeeld. Zonder dat ze wisten voor wie, werd er voor groep 1 gebeden, voor groep 2 niet. Er was geen verschil in het aantal complicaties. Groep 3 wist dat er voor hen gebeden werd. Deze groep had de meeste complicaties.
De Vereniging tegen de Kwakzalverij stelde in 2006: "Nuchtere wetenschappers hebben (...) tot dusver van gebed nooit echte genezingen kunnen vaststellen". Volgens een scribent van de organisatie bleken 'zogenaamd wetenschappelijke bewijzen' tot dan toe te berusten op 'bedrog of op ernstige fouten in de opzet van het onderzoek'. Sommige gebedsgenezers beweren ziekten zoals kanker te kunnen genezen. Wanneer dit gepaard gaat met extreme (geestelijke) afhankelijkheid bij een zieke, tot een houding van anti-geneeskunde bij de gebedsgenezer, of de neiging om zelf ook diagnoses te stellen, vrezen geneeskundigen dat de patiënt een mogelijk adequate behandeling aan zich voorbij laat gaan.